# Solanum procurrens
Solanum procurrens är en potatisväxtart som beskrevs av A.C.Leslie. Solanum procurrens ingår i släktet skattor som ingår i familjen potatisväxter. Inga underarter finns listade i Catalogue of Life.